# Boutiquea
Boutiquea is een geslacht uit de familie Annonaceae. Het geslacht telt een soort die voorkomt in westelijk centraal tropisch Afrika.

## Soorten
- Boutiquea platypetala (Engl. & Diels) Le Thomas